# Acantisita de matollar
L'acantisita de matollar (Xenicus longipes) és una espècie d'ocell de la família dels acantisítids (Acanthisittidae) que habitava els boscos de les tres illes principals de Nova Zelanda però que va ser portat fins a l'extinció arran la introducció de predadors exòtics.